# Corydalis scouleri
Corydalis scouleri är en vallmoväxtart som beskrevs av William Jackson Hooker. Corydalis scouleri ingår i släktet nunneörter, och familjen vallmoväxter. Inga underarter finns listade i Catalogue of Life.

## Bildgalleri

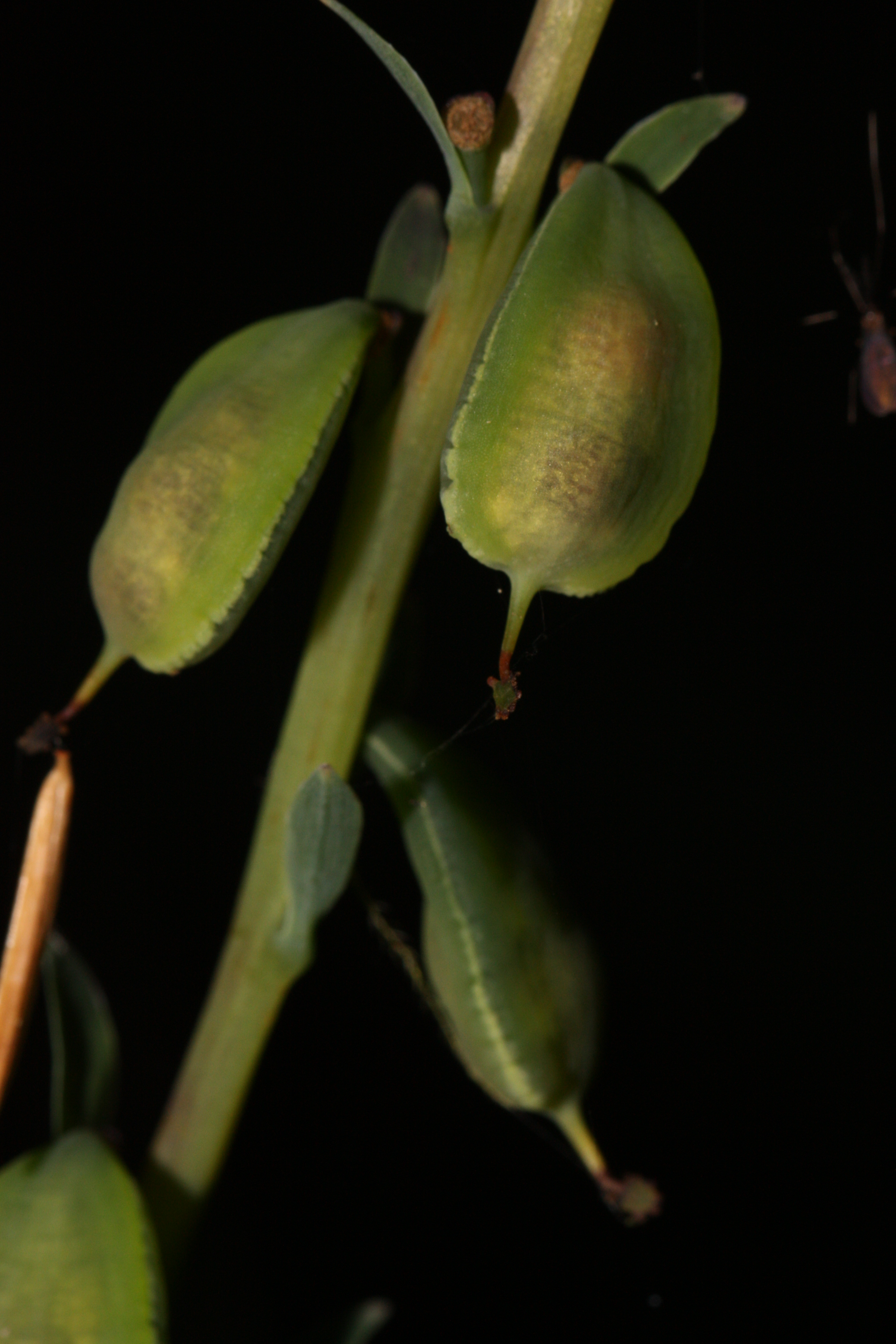
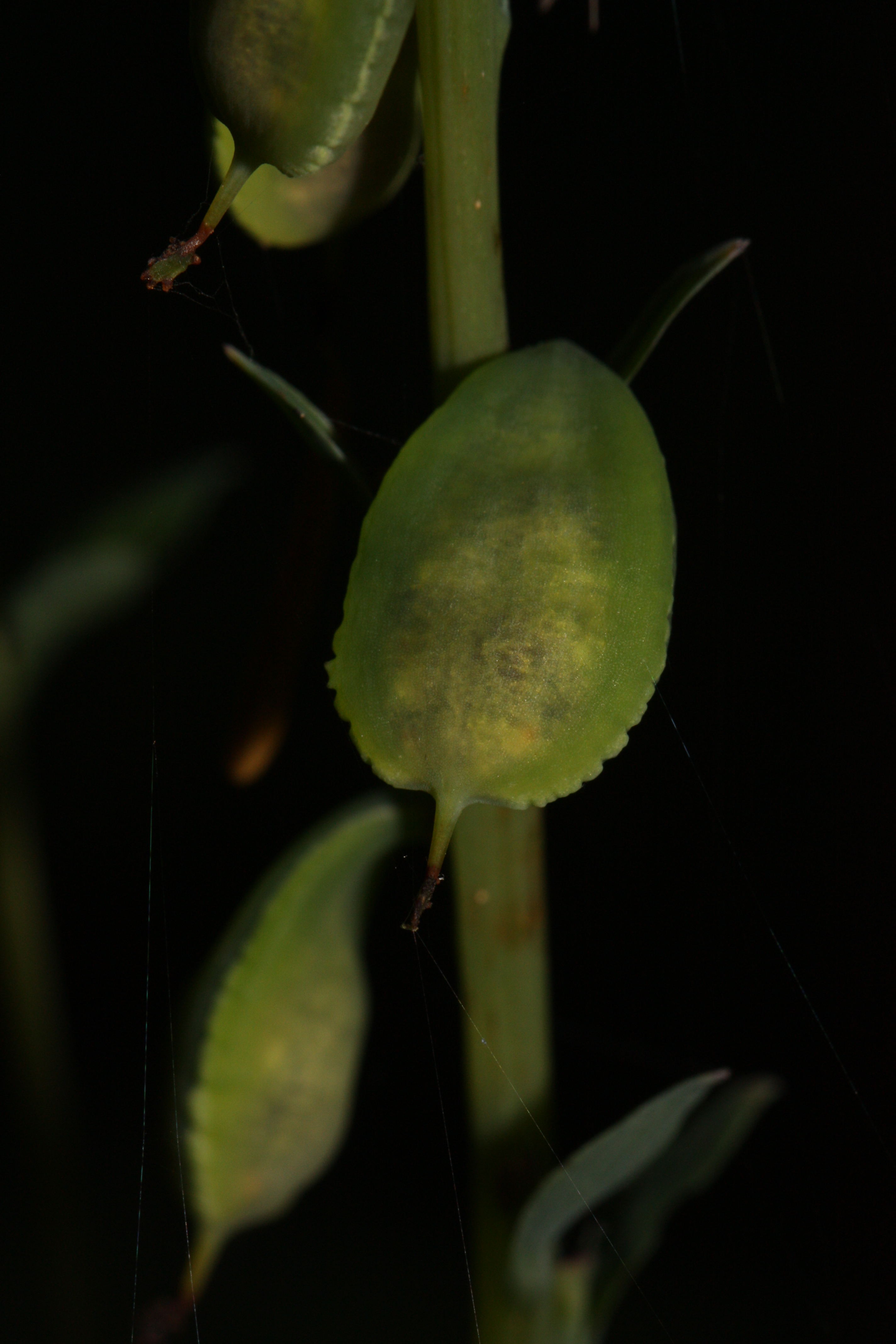
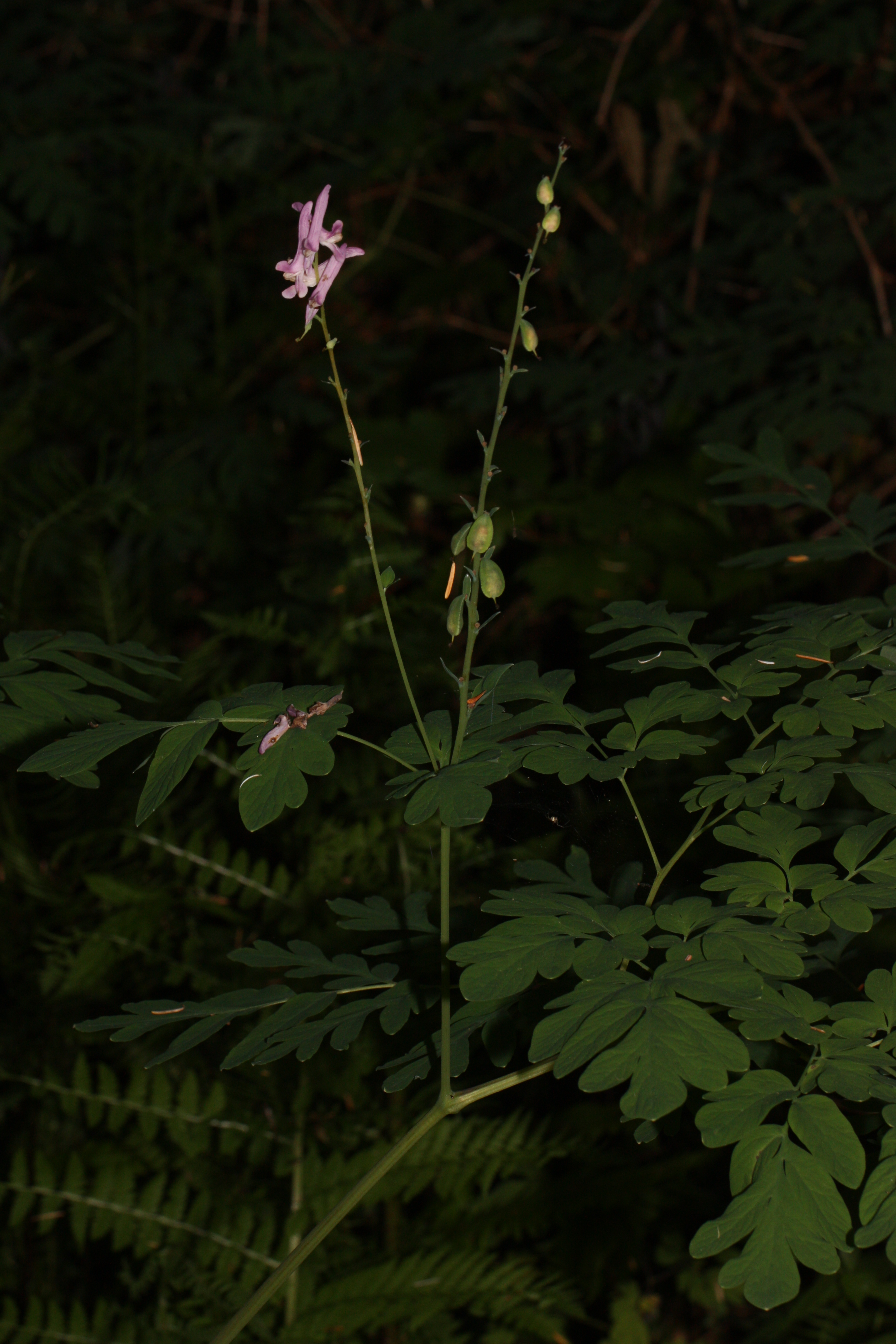
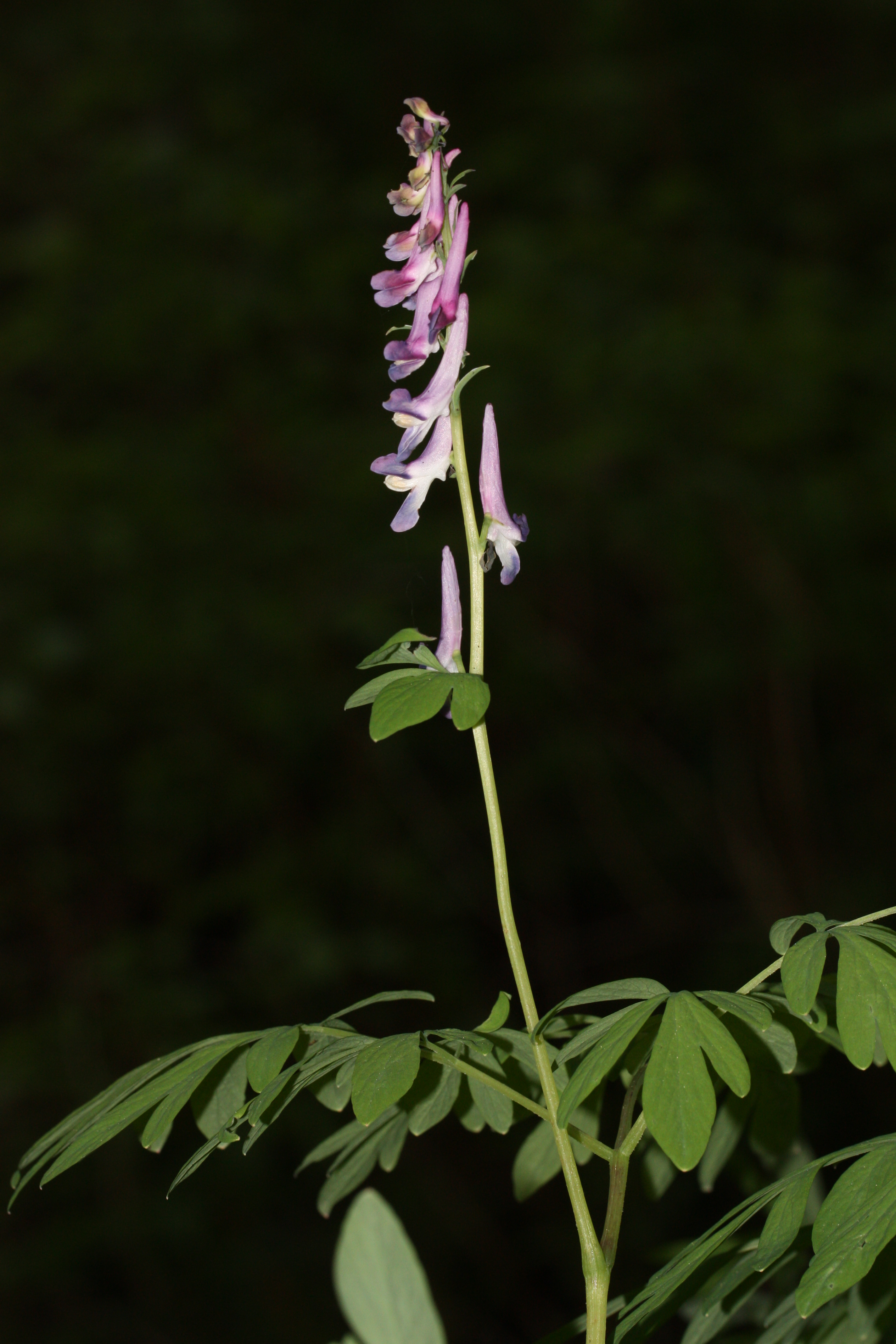
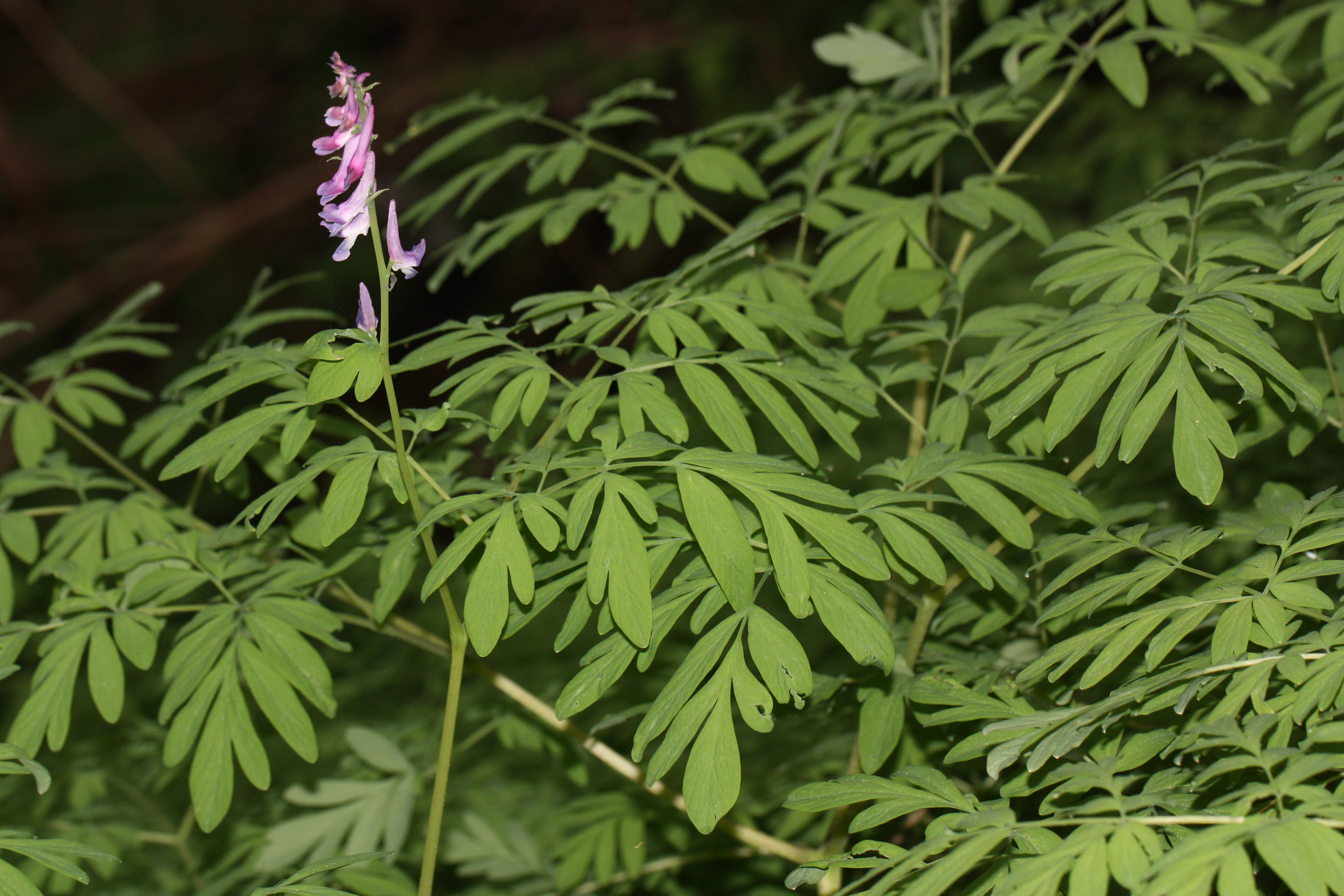
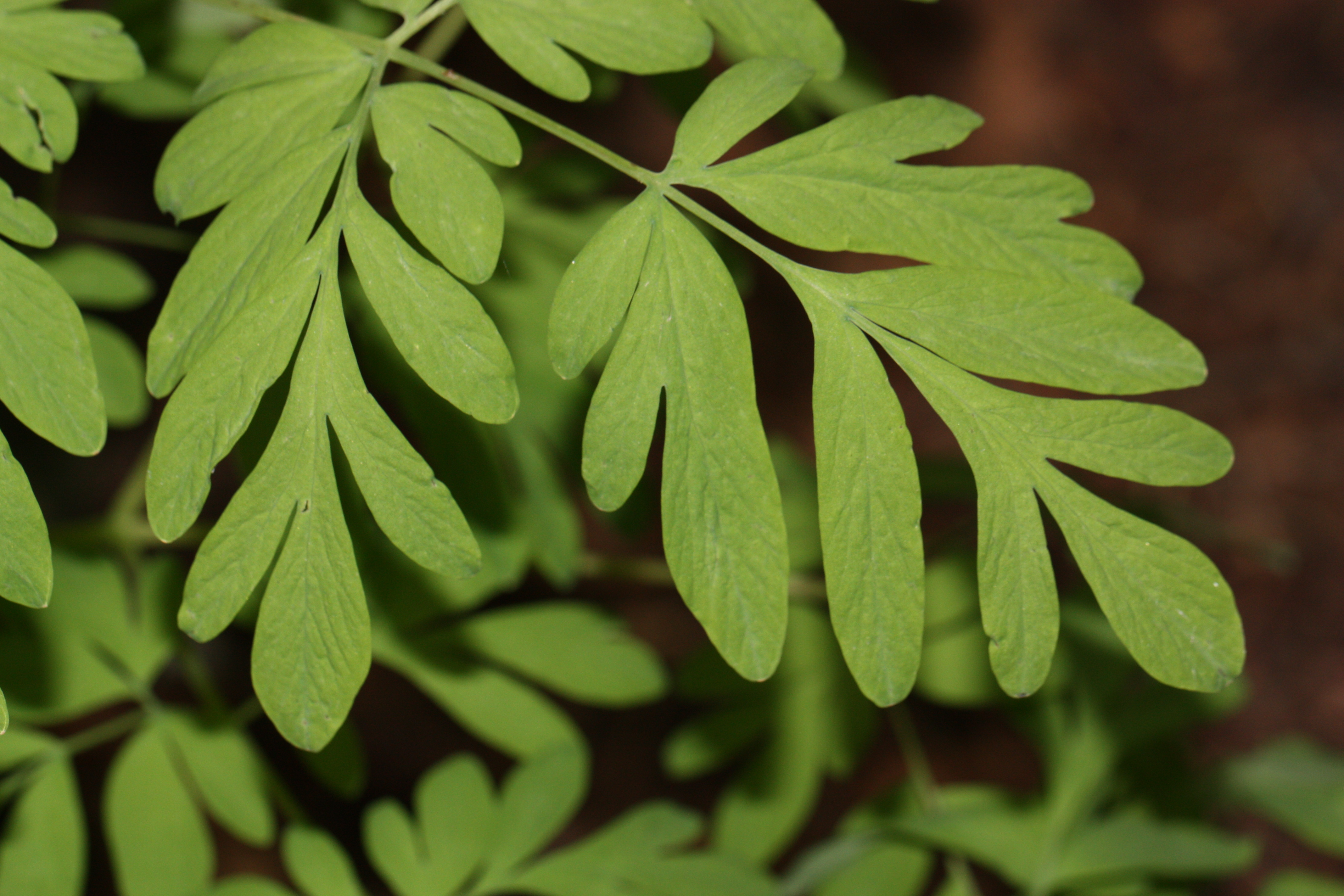